# Кларксон, Томас
То́мас Кла́рксон (англ. Thomas Clarkson; 28 марта 1760 — 26 сентября 1846) — британский общественный деятель, филантроп и аболиционист, всю жизнь вместе с Вильберфорсом боровшийся за уничтожение торговли чернокожими и рабства чернокожих. Основатель Общества борьбы за отмену работорговли, добившийся в 1807 году запрета работорговли в Великобритании. В последние годы жизни активно выступал против работорговли во всём мире, в том числе в США.
Родился в семье англиканского священника. Образование получил в Уисбекской гимназии (англ. Wisbech Grammar School), где его отец был директором, в 1775 году поступил в школу св. Павла (англ. St Paul's School, London) в Лондоне. В 1779 году поступил в колледж Иоанна (англ. St John's College, Cambridge) в Кембридже, который окончил в 1783 году со степенью бакалавра искусств, после чего остался в Кембридже для подготовки к получению священнического сана (хотя сам в итоге никогда не стал священником).
В 1785 году — в рамках подготовки к конкурсу латинских эссе — ознакомился с большим количеством материалов по работорговле и аболиционизму, что изменило всю его дальнейшую жизнь, которую он после победы со своим эссе (позднее переведённым им на английский язык и опубликованным) решил посвятить борьбе с рабством. В мае 1787 года им был основан Комитет за отмену рабства. С целью отмены рабства он издавал брошюры, устраивал по всей Великобритании митинги и выставки различных произведений искусства чернокожих, целью которых было доказать, что они являются полноценными людьми. Завязал сношения с Мирабо и Лафайетом и лично защищал дело чернокожих перед конвентом. Свой первый законопроект, запрещавший работорговлю, представил в 1791 году.
В 1794 году его здоровье оказалось слишком сильно подорвано общественной деятельностью, поэтому на несколько лет он ушёл в частную жизнь; в 1796 году женился. В 1804 году, после начала войны с Францией, вновь включился в борьбу за отмену работорговли и в 1807 году добился принятия соответствующего закона (англ. Slave Trade Act 1807). В Париже в 1814 году и Ахене в 1818 году выступал с призывами к международному запрету работорговли. В 1823 году стал основателем «Общества по смягчению и постепенной отмене рабства» (Society for the Mitigation and Gradual Abolition of Slavery) и вновь совершал поездки во Великобритании, пропагандируя его деятельность. Ослепнув на старости лет, оставался активным до конца жизни, сосредоточив своё внимание на пропаганде отмены рабства в США.
Главные сочинения:
- «An essay on the slavery and commerce of the human species» (Лондон, 1786 и 1788),
- «An essay on the impolicy of the African slave trade» (Лондон, 1788);
- «An essay on the comparative efficiency of regulation or abolition as applied to the Slave Trade» (1789);
- «A portraiture of Quakerism» (Лондон, 1806);
- «History of the rise, progress and accomplishment of the abolition of the african slave trade by the British parliament» (1808);
- «An essay on the doctrine and practice of the early Christians as they relate to war» (1817);
- «Thoughts on the necessity of improving the condition of the slaves in the British colonies» (1823 и 1824);
- «The cries of Africa to the inhabitants of Europe» (1822).